# Раніжув (гміна)
Гміна Раніжув (пол. Gmina Raniżów) — сільська гміна у східній Польщі. Належить до Кольбушовського повіту Підкарпатського воєводства.
Станом на 31 грудня 2011 у гміні проживало 7200 осіб.

## Територія
Згідно з даними за 2007 рік площа гміни становила 96.77 км², у тому числі:
- орні землі: 74.00%
- ліси: 18.00%

Таким чином, площа гміни становить 12.50% площі повіту.

## Населення
Станом на 31 грудня 2011:
| Опис     | Загалом | Загалом | Чоловіки | Чоловіки | Жінки | Жінки |
| -------- | ------- | ------- | -------- | -------- | ----- | ----- |
| одиниця  | осіб    | %       | осіб     | %        | осіб  | %     |
| все      | 7200    | 100     | 3716     | 51.61    | 3484  | 48.39 |
| міське   | 0       | 100     | 0        |          | 0     |       |
| сільське | 7200    | 100     | 3716     | 51.61    | 3484  | 48.39 |

## Сусідні гміни
Гміна Раніжув межує з такими гмінами: Глогув-Малопольський, Дзіковець, Єжове, Камень, Кольбушова, Соколів-Малопольський.